# 케일럽 로드니
케일럽 로드니(Caleb Rodney, 1767년 4월 29일, 영국령 아메리카 델라웨어 식민지 루이스 ~ 1840년 4월 29일, 델라웨어주 루이스)은 미국의 정치인으로 델라웨어 주지사이다.

## 경력
- 1802.01 ~ 1806.01 델라웨어 도버 선거구 하원의원
- 1806.01 ~ 1810.01 델라웨어 도버 선거구 상원의원
- 1812.01 ~ 1814.01 델라웨어 도버 선거구 하원의원
- 1816.01 ~ 1822.04 델라웨어 도버 선거구 상원의원
- 1822.04 ~ 1823.01 제23대 델라웨어주 주지사

## 역대 선거 결과
| 선거명      | 직책명                         | 대수 | 정당   | 득표율 | 득표수  | 결과 | 당락 |
| ----------- | ------------------------------ | ---- | ------ | ------ | ------- | ---- | ---- |
| 1816년 선거 | 하원의원 (델라웨어 광역선거구) | 15대 | 연방당 | 22.96% | 3,433표 | 4위  | 낙선 |